# Acequia
Acequia és una població dels Estats Units a l'estat d'Idaho. Segons el cens del 2000 tenia 144 habitants.

## Demografia
Segons el cens del 2000, Acequia tenia 144 habitants, 48 habitatges, i 38 famílies. La densitat de població era de 179,4 habitants per km².
Dels 48 habitatges en un 41,7% hi vivien nens de menys de 18 anys, en un 75% hi vivien parelles casades, en un 4,2% dones solteres, i en un 20,8% no eren unitats familiars. En el 18,8% dels habitatges hi vivien persones soles el 10,4% de les quals corresponia a persones de 65 anys o més que vivien soles. El nombre mitjà de persones vivint en cada habitatge era de 3 i el nombre mitjà de persones que vivien en cada família era de 3,5.
Per edats la població es repartia de la següent manera: un 34,7% tenia menys de 18 anys, un 5,6% entre 18 i 24, un 27,1% entre 25 i 44, un 20,1% de 45 a 60 i un 12,5% 65 anys o més.
L'edat mediana era de 35 anys. Per cada 100 dones de 18 o més anys hi havia 113,6 homes.
La renda mediana per habitatge era de 26.563 $ i la renda mediana per família de 24.375 $. Els homes tenien una renda mediana de 22.500 $ mentre que les dones 13.125 $. La renda per capita de la població era de 10.430 $. Aproximadament el 17,1% de les famílies i el 23,7% de la població estaven per davall del llindar de pobresa.

## Poblacions més properes
El següent diagrama mostra les poblacions més properes.